# Noël Martin Joseph de Necker
Noël Martin Joseph Necker (Lilla, 25 de desembre de 1730 - Mannheim, 30 de desembre de 1793) va ser un metge i botànic belga.

## Biografia
Necker va ser metge personal en la cort del Palatinat electoral a Mannheim. Va estudiar les molses (Bryophyta) i els fongs sobre els quals va escriure el Traité sur la mycitologie. També va descriure el gènere Dactylorhiza dins les orquídies.

### Epònims
El gènere de molses Neckera, i la seva família, els Neckeraceae el recorden.

## Publicacions
- Deliciae gallobelgicae silvestres, seu Tractatus generalis plantarum gallo-belgicarum. 2 vols. 1768
- Methodus Muscorum per Clases, Ordines, Genera (Juniperus dilatata & Juniperus sabina var. tamariscifolia) Necker, Noël Joseph de. Mannheim. 1771
- Physiologia muscorum, per examen analytic Necker, Noël Joseph de. 1774
- Traité sur la mycitologie ou Discours sur les champignons en général… 1774
- Phytozoologie philosophique, dans laquelle on démontre comment le nombre des genres & des especes, concernant les animaux & les vegetaux, a été limité & fixé par la nature. Necker, Noël Joseph de, Societatem Typographycam. 1790
- Corollarum ad Philos, botanicam Linnaei spectans Necker, Noël Joseph de, Neowedae ad Rhenum apud Societaten Typographycam. 1790
- Elementa botanica, genera genuina, species naturales omnium.. . Necker, Noël Joseph de, Societatem Typographycam. 1790